# Б'янкабелла і Змія
«Б'янкабелла і змія» — італійська літературна казка, написана Джованні Франческо Страпарола в «Дивовижних ночах Страпароли».
Італо Кальвіно включив п'ємонтський варіант «Змія» з деякими елементами з тосканської версії, відзначаючи при цьому значні зміни між стилем оповідання Страпароли та простотою народної казки.

## Конспект
Дітей у маркіза не було. Одного разу його дружина спала в саду, і в її лоно проліз вуж. Незабаром після цього вона завагітніла й народила дівчинку зі змією, обвитою на її шиї; злякалися баби-повитухи, але змія виповзла в сад, нікому не завдавши шкоди.
Дівчинку назвали Б'янкабелла. Коли їй виповнилося десять років, змія заговорила з нею в саду, сказавши їй, що вона її сестра, Самаритана, і що якщо Б'янкабелла послухається її, вона буде щаслива, але нещасна, якщо цього не зробить. Потім змія наказала їй принести два відра, одне з молоком і одне з трояндовою водою. Коли Б'янкабелла повернулася додому, вона була засмучена, тож мати запитала її, що її так засмутило. Б'янкабелла попросила відра, які їй дала мати, і вона понесла їх у сад. Потім змія змусила Б'янкабеллу скупатися у відрах. Вона стала ще красивішою, і коли її волосся було розчесане, з нього посипалися коштовності, а коли її руки вимили, з них посипалися квіти.
Це привернуло багатьох залицяльників. Нарешті її батько погодився видати її заміж за Феррандіно, короля Неаполя. Після весілля Б'янкабелла покликала Самаритану, але змія до неї не прийшла. Б'янкабелла зрозуміла, що, мабуть, не послухалася її і сумувала за змією, але пішла з чоловіком. Мачуха Феррандіно, яка хотіла одружити його з однією зі своїх потворних дочок, була в люті. Через деякий час Феррандіно повинен був піти на війну; поки його не було, його мачуха наказала своїм слугам забрати Б'янкабеллу і вбити її, повернувши доказ її смерті. Вони забрали її, і, поки вони не вбили її, вони вирізали її очі і відрізали її руки. Мачуха дала слово, що її власні дочки загинули, і що королева викинула і хворіла. Потім вона поклала власну дочку в ліжко Б'янкабелли. Феррандіно, повернувшись, сильно переживав.
Б'янкабелла завітала до Самаритани, але вона так і не прийшла. Старий приніс її до себе додому; дружина докоряла йому, бо вона, без сумніву, була покарана за якийсь злочин, але він наполягав. Б'янкабелла попросила одну з трьох своїх дочок розчесати їй волосся; стара не хотіла, щоб її дочка була служницею, але дівчина послухалася, і з волосся Б'янкабелли вийшли коштовності. Сім'я була дуже задоволена, бо вона визволила їх від бідності. Через деякий час Б'янкабелла попросила старого повернути її туди, де її знайшли, і там вона кликала Самаритану, поки нарешті не подумала вбити себе. Самаритана, здавалося, зупинила її, і Б'янкабелла попросила вибачення. Самаритана повернула собі очі й руки, а потім сама перетворилася на жінку.
Через деякий час сестри, старий чоловік і жінка та їхні дочки поїхали до Неаполя, де Самаритана побудувала їм будинок магічно. Феррандіно побачив жінок, і вони сказали йому, що вони були заслані і приїхали туди жити. Він привів жінок суду, включаючи мачуху, до замку, де Самаритана сказав слузі заспівати історію Б'янкабелли без включення імен. Потім вона запитала, що буде придатним покаранням. Мачуха, думаючи ухилитися від повідомлення, сказала, що її слід кинути в розпечену піч. Самаритана сказав королю правду; Феррандіно наказав мачуху кинути в печі, добре одружився з трьома дочками старого, і щасливо жив з Б'янкабеллою, поки він не помер, а його син змінив його.

### Змія
У «Змії» дівчина-селянка — молодша з трьох, і змія захищає її після того, як вона перша не панікує, побачивши її. Подарунки змії полягали в тому, що вона плакатиме перли та срібло, сміється насінням граната і миє руки, щоб дістати рибу — останній — це подарунок, який врятував її сім'ю від голоду. Її заздрісна сестра замкнула на горищі, але вона побачила принца там, і сміялася, і гранатне дерево витікало з одного насіння. Коли вона могла вибрати гранатів, принц вирішив одружитися з нею.
Її сестри спробували ту саму заміну, що і мачуха в казці Страпарола, але на момент весілля найстарша сестра вийшла заміж за нього. Змії довелося обдурити сестер, щоб віддати очі і руки, вимагаючи їх як ціну на інжир та персики, коли вагітна найстарша сестра жадала їх. Найстарша сестра народила скорпіона, король все-таки мав м'яч, а наймолодша сестра пішла і відкрила все.

## Аналіз

### Казковий тип
Американський фольклорист Д. Л. Ашліман класифікував казку як тип AaTh 533*, «Помічник змії»: героїня допомагає змії та благословляється здатністю витягувати золото зі своїх рук щоразу, коли вона їх миє. Король дізнається про її існування і хоче одружитися з нею, але зла мачуха дівчини осліплює й замінює її власною дочкою. Сліпій дівчині допомагають рибалка і змій-помічник, вона повертає зір, і король одружується з нею. Однак німецький фольклорист Ганс-Йорг Утер у редакції міжнародного індексу Аарне-Томпсона-Утера 2004 року перекласифікував казку як автономний тип: ATU 404, «Осліплена наречена». У новому казковому типі героїня при народженні благословляється добрими духами здатністю добувати золото своїми сльозами та руками, але пізніше в житті її осліплює заздрісний суперник, поки помічник не відкупить її очі.

### Варіанти
Американський фольклорист Джек Зіпс припустив, що існування грецької казки «Діва, яка сміється з троянд і плаче перлами» вказує на те, що, можливо, існувала подібна італійська казка, з якою був знайомий Страпарола.
За словами Крістін Голдберг, «Б'янкабелла і змія» є найдавнішим свідоцтвом типу казки «Сліпа дівчина» (після 2004 року, перейменована в «Осліплена наречена»), хоча й позбавлені деяких мотивів, які з'являються у варіантах пізнішої традиції. Крім того, така форма казки, де героїні допомагає змія, є «актуальною» в італійській та іспанській традиції.
Німецький учений Ulrich Marzolph у своєму каталозі перських народних казок проіндексував подібну історію, занесену в каталог як тип 403, Die Mädchen Blumenlacher («Дівчина, яка сміється з квітів»). В іранському типі бідна жінка народжує дівчину, яку феї благословляють при народженні з здатністю виробляти перли зі сльозами, квітами зі своїм сміхом, і цегла золота та срібла з кожним кроком, який вона робить. Через роки принц закохується в дівчину і хоче одружитися з нею, але ревнива тітка дівчинки торгує напоєм води для очей дівчини, і вона стає сліпою, а потім ставить власну дочку як наречену принца. Чоловік-помічник рятує сліпу дівчину і купує очі, що призводить до розкриття самозванців.